# Salvatore di Gesualdo
Salvatore di Gesualdo (Fossa, 11 aprile 1940 – Firenze, 30 marzo 2012) è stato un fisarmonicista italiano.

## Biografia
Salvatore di Gesualdo è nato a Fossa (AQ) e cresciuto a Cansano. Autodidatta, ha vinto il trofeo mondiale nel 1962 a Salisburgo. Ha conseguito il diploma di musica corale ('67) e di composizione ('70) al Conservatorio Gioachino Rossini di Pesaro con Boris Porena. Ha effettuato studi di direzione d'orchestra all'"Accademia di Santa Cecilia di Roma. Insegna composizione per la didattica al Conservatorio Luigi Cherubini di Firenze. Frequenta i corsi di perfezionamento all'Accademia Chigiana di Siena. Secondo musicisti e critica internazionale ha imposto un nuovo corso alla storia della fisarmonica; scrive numerosi brani e collabora con diversi esecutori di fama internazionale. Fuori dall'Italia continua la sua attività musicale con importanti artisti Iraniani eseguendo concerti e seminari in Europa, Medio Oriente e Stati Uniti. Da circa dieci anni è docente di composizione presso la scuola di musica di Fiesole diretta da Piero Farulli e il centro di formazione e cultura musicale di Empoli (dove unisce all'insegnamento la direzione del coro dell'Istituto). È stato il primo a dare concerti in sale tradizionali, enti, auditori e stazioni radiotelevisive ("Nordic House" e "Teatro Nazionale" di Reykjavík, "Accademia Sibelius" e "Ny Musikk" di Oslo, "Accademia reale" di Copenaghen, "Lisinski Hall" di Zagabria, "Tel Aviv Museum", "Gerusalemme Wise Auditorium", ad Haifa, in teatri di Atene e Rodi, "Spoleto Festival", "Estate Fiesolana", "Settembre Torinese", "Teatro comunale" di Firenze, ecc.). Primo concertista della Rai-Tv italiana. "Premio Apollo Musagete 1985". Ha scritto musica per pianoforte, orchestra da camera. Per il suo strumento: Improvvisazione n° 1, 2, 3, Epitaffio n°1 e n°2, per fisarmonica e nastro magnetico. Moduli per fisarmonica, computer-music e materiali visuali ecc. Ha elaborato materiale teorico didattico e trascrizioni dalla letteratura da tasto. Ha scritto la voce "Fisarmonica" nel Nuovo Dizionario dell'UTET. Ha progettato la fisarmonica da concerto "VI SdG". È attivo come pittore e grafico. Dirige la "Scuola Superiore di Fisarmonica classica", con seminari e corsi a Firenze, Arezzo e Talla. In occasione del Millenario di Guido monaco da Talla ha eseguito Musica pro Guido, nella chiesa di San Niccolò il 23 luglio 1994. In questa prima era prevista la partecipazione del pubblico come coro parlato e di un concerto di campane della Castellaccia, luogo natale del grande musico. Ha eseguito la sua trascrizione integrale de "L'arte della fuga" di Bach (Concerti monografici in TV, Centenario commemorativo di Bach a RAI e TV, Tele Montecarlo, RAI 3 TV, ecc.).

## Critica
Salvatore di Gesualdo, oggi il più famoso fisarmonicista italiano, è anche un "caso" nel mondo concertistico internazionale; perché con lui uno degli strumenti più popolari, finora incapace di inserirsi a pieno titolo, con una precisa autonomia, nella numerosa famiglia degli "arnesi" della musica colta, è entrato a far parte non soltanto del patrimonio espressivo e sperimentale della musica contemporanea, ma sta facendo risorgere tutto un antico repertorio per " strumenti da tasto ", evocando le suggestioni legate all'uso degli organi portativi e riscattando così, con una letteratura musicale spesso nobilissima e "reservata", il cliché stereotipato di uno strumento finora condannato ad una specie di ghetto culturale in cui gli echi della grande arte o non giungono affatto, oppure sono travisati in modo falsamente popolaresco e commercialistico. È stata senza dubbio una fatica molto dura quella di Gesualdo, oggi concertista affermato ed insegnante di conservatorio. Anche lui, come tanti altri, si avvicinò alla fisarmonica con la disperata volontà di espressione di chi è nato in un ambiente culturale defilato rispetto ai grandi centri della musica e, avendo scelto la fisarmonica, dovette ben presto accorgersi di quanto fosse difficile la sua volontà di riscatto di uno strumento non "nobile", con un repertorio di incerti confini, e quasi condannato a restare nell'ambito della musica popolare e popolaresca. Difatti, a differenza dei suoi colleghi violinisti o pianisti, di Gesualdo non ebbe nemmeno un vero e proprio debutto; perché molti ritenevano che non potesse esserci concertismo di sorta con uno strumento come la fisarmonica, adatto tutt'al più a prove di bravura dopolavoristica, e insomma da dilettanti, anche se talvolta bravissimi. E in molti ambienti le resistenze al nostro strumento (anche dopo che egli aveva apportato al suo strumento prediletto quelle innovazioni tecnologiche che lo hanno reso più ricco e più libero) non furono minori di quelle in cui potrebbe imbattersi oggi un virtuoso di armonica, cioè di quello stravagante strumento, costituito da una ventina di coppe di cristallo di diverso diametro, che si suona strofinando le dita leggermente umide sul bordo di esse. Ma almeno l'armonica potrebbe vantare di aver suscitato l'interesse di Mozart e di Beethoven; il che non è accaduto, invece, con il suo strumento, che deve proprio a di Gesualdo una nuova vita e che d'ora in poi si apre alla fantasia di lui e dei compositori del Novecento. Ma quel che più colpisce nel concertismo di Salvatore di Gesualdo è la consapevolezza dei testi originali: ascoltare le sue interpretazioni di antiche pagine di Francesco Landino, Claudio Merulo, William Byrd, Girolamo Frescobaldi e Bernardo Pasquini—qui raccolte fra le innumerevoli che costituiscono il suo repertorio—non è prender contatto con una "trascrizione", più o meno distorcente e condizionata da esigenze di carattere pratico. La cultura del maestro evita a queste grandi pagine di apparire diverse dalla loro più intima sostanza: la "rigenerazione ", per così dire, avviene nelle voci del suo strumento, che umilmente ma con grande nobiltà recupera il terreno perduto, e si carica di un forte e suggestivo potere di allusioni in cui si rispettano le proporzioni delle strutture originarie. Né questo, però, è il solo campo in cui la "nuova" fisarmonica viene impegnata: diventata quasi all'improvviso strumento da concerto. Salvatore di Gesualdo offre nuove possibilità di espressione alla musica del nostro tempo, e non è qui meno sorprendente di quando affronta l'antico repertorio. È come se avesse scoperto, di fatto, in uno strumento casalingo ma ormai senza segreti, un nuovo modo di ricostruire un'orchestra personale, libera in una gamma imprevedibile di possibilità timbriche e dinamiche. 

## Collana diretta da Salvatore di Gesualdo
Trascrizioni per fisarmonica classica
- Toccata e fuga in re min. Johann Sebastian Bach
- Contrapunctus (da "Die Kunst der Fuge") BWV 1080)
- Canzona Girolamo Frescobaldi (dal II Libro)
- Toccata J. Blow
- Toccata Bernardo Pasquini
- Pavana/Fantasy William Byrd
- Canzona Girolamo Frescobaldi
- Partita J. G. Walther (sul Corale "Jesu, meine Freude)
- Miserere G. Pacini per coro a 4 voci e fisarmonica (G.Zaccagnini/S. di Gesualdo)

## Didattica e libri
- Kunst & Fuga Salvatore Gesualdo (libro primo) Edizioni Musicali Physa
- Kunst & Fuga Salvatore Gesualdo (libro terzo) Edizioni Musicali Physa

## CD
The classical accordionist (Musiche di F. Landino,C. Merulo,W. Byrd, G.Frescobaldi, B. Pasquini. S. Gesualdo) EMA Vinci records Archiviato il 22 febbraio 2017 in Internet Archive.